# Lijst van spelers van F91 Dudelange
Deze lijst omvat voetballers die bij de Luxemburgse voetbalclub F91 Dudelange spelen of gespeeld hebben. De namen van de spelers zijn alfabetisch gerangschikt.

## A
- Irfan Abazovic
- Amodou Abdullei
- Michael Afonso
- Elvis Agovic
- Romain Andres
- Pasquale Antonicelli
- Maxime Arend

## B
- Oliver Baudry
- Pierre Becker
- Johan Bellini
- Jacques Bellion
- Barek Bendaha
- Stefano Bensi
- Sofian Benzouien
- Jérôme Bigard
- Luc Biver
- Daniel Blanco
- Ronny Bodri
- Christophe Borbiconi
- Gordon Braun

## C
- Jean-Philippe Caillet
- Soriba Camara
- Ricardo Centrone
- Frédéric Cicchirillo
- Henri Cirelli
- Cleiton
- Johny Clemens
- René Conrad
- Lou Consbruck
- Emmanuel Coquelet
- Clément Couturier
- Luciano Crapa
- Christophe Cum

## D
- Stéphane da Cruz
- Damon Damiani
- Frank Defays
- Kino Delorge
- Frank Deville
- Joris Di Gregorio
- Abdoul Diakité

## E
- Ahmed El Aouad

## F
- Stefano Fanelli
- Philippe Felgen
- Alexandre Franceschi
- Emmanuel Francoise
- Nico Funck

## G
- Claude Ganser
- Frank Goergen
- Joël Groff
- Thomas Gruszczynski
- Laurent Guthleber

## H
- Nasreddine Hammami
- Sebastien Hareau
- René Hartmann
- Rainer Hauck
- Yann Heil
- Helder
- Gaël Hug

## J
- Aurélien Joachim
- Thierry Joly
- Andrew Joubert
- Jonathan Joubert
- Juninho

## K
- Evariste Kabongo
- Emko Kalabic
- Yasin Karaca
- Jean Klein
- Paul Koch

## L
- Alexandre Lecomte
- Jean-Sebastien Legros
- Tim Lehnen
- Thibaut Lesquoy
- Nicolas Libar
- Oege-Sietse van Lingen
- Yannick Lodders
- Samir Louadj
- Zarko Lukic
- Roger Lutz
- Joseph Luzzi

## M
- Kevin Malget
- Sauro Marinelli
- Stéphane Martine
- Sébastien Mazurier
- Anis Mehovic
- Bryan Mélisse
- Gregory Molitor
- Grégory Molnar
- Daniel Alves da Mota
- David Alves da Mota
- Loïc Mouny

## N
- Hamilton Nascimento
- José Nora Favita

## O
- Romain Ollé-Nicolle
- Nibio Orioli

## P
- Nicolas Pauly
- Ben Payal
- Ben Polidori
- Albert Polo
- Patrick Posing
- Jonathan Proietti

## Q
- Quim Machado

## R
- Sébastien Remy
- Jeffrey Rentmeister
- Paul Reuter
- Raphael Rodrigues
- Yahcuroo Roemer
- Serge Rohmann
- Ronny
- Steve Rouillon

## S
- Roland Saboga
- Paco Sanchez
- Sébastien Scherer
- Rene Scheuer
- Jean Scrigna
- Fahret Selimovic
- Ibrahim Somé

## T
- Marc Thomé
- Dino Toppmöller
- Emre Toraman
- Julien Tournut

## V
- Tony Vairelles
- Jean Vandivinit
- Jean Vanek
- Taimo Vaz Djassi

## W
- Christophe Walter
- Juncai Wang
- Junjie Wang
- Michaël Wiggers

## Z
- Jules Zambon
- Lehit Zeghdane
- Nico Zhan